# Lichères-sur-Yonne
Lichères-sur-Yonne település Franciaországban, Yonne megyében. Lakosainak száma 41 fő (2022. január 1.). Lichères-sur-Yonne Clamecy, Armes, Dornecy, Pousseaux, Asnières-sous-Bois, Châtel-Censoir, Crain és Lucy-sur-Yonne községekkel határos.

## Népesség
A település népességének változása:
| Lakosok száma | 57   | 56   | 58   | 51   | 48   | 44   | 43   | 42   | 41   |
|               | 2013 | 2015 | 2016 | 2017 | 2018 | 2019 | 2020 | 2021 | 2022 |